# Remixed (EP de Roberto Carlos)
Remixed é um EP de remixes do cantor brasileiro Roberto Carlos, lançado em 2013. O EP é constituído por remixes de antigos sucessos do artista produzidos por vários DJs como Felipe Venâncio, Meme, Erick Morillo e a banda Dexterz.

## Informações
A possibilidade de lançamento de um álbum remixado foi cogitado por dez anos, porém, Roberto Carlos não demonstrava nenhum interesse em lançar um projeto com canções suas alteradas. Vários DJs chegaram a fazer inúmeras versões de suas canções, com a intenção de sempre aproximar o artista com o público atual, mas somente em 2012 ele autorizou o lançamento de suas canções remixadas. De início, seria lançado um álbum com doze faixas, porém como Roberto Carlos não aprovou sete delas, acabou saindo um EP com somente cinco.

## Lançamentos
O EP foi anunciado pelo artista após interpretar a versão remixada de "Fera Ferida" com DJ Meme, durante sua apresentação no Maracanãzinho, no dia 15 de Dezembro de 2012. O EP foi lançado primeiramente em download digital pelo iTunes, no dia 3 de Dezembro de 2013 e a versão física foi lançada no dia 20 de Dezembro. O single "Se Você Pensa (Erick Morillo, Harry Romero & Jose Nunez Remix)" foi lançado no mesmo dia do lançamento do EP no iTunes, pelo canal VEVO oficial do cantor.

## Repercussão
O EP em geral recebeu críticas mistas. Fábio Trindade, do Correio Popular, constatou que o ponto positivo do projeto é que o artista ousou em sair de seu repertório batido, porém, talvez chegaria a soar estranho tanto para seus fãs quanto para o público atual. De acordo com uma reportagem do UOL, a opinião dos fãs foi dividida. Alguns acharam o EP artificial, irrelevante e as versões remixadas perderam a essência romântica das originais. Outros acharam moderno e inovador, além de terem gostado da ideia do artista querer se aproximar do público jovem. Odair Braz, Jr., do R7, constatou que a temática central das canções não combinam com batidas dance, e a mais prejudicada foi "O Portão". Mauro Ferreira, do jornal O Dia, achou que o EP soa antiquado por conta dos remixes terem sido feitos já há bastante tempo (o de "Se Você Pensa" foi feito em 2002, mesmo já havendo outras versões lançadas em 1994),[carece de fontes?] e que por isso seria um pouco difícil atrair o público jovem. De acordo com José Teles do Jornal do Commercio, Remixed representa a falta de criatividade que Roberto Carlos tem há anos e que seria mais viável um lançamento de uma coletânea com músicas menos conhecidas do artista.

## Faixas
| N.º            | Título                                                           | Compositor(es)               | Duração |  |
| 1.             | "Fera Ferida (DJ Meme Club Mix)"                                 | Roberto Carlos Erasmo Carlos | 6:48    |  |
| 2.             | "Se Você Pensa (Erick Morillo, Harry Romero & Jose Nunez Remix)" | Carlos Carlos                | 4:41    |  |
| 3.             | "O Portão (Felipe Venancio House Mix)"                           | Carlos Carlos                | 7:40    |  |
| 4.             | "É Proibido Fumar (DJ Mau Mau Remix)"                            | Carlos Carlos                | 3:58    |  |
| 5.             | "É Preciso Saber Viver (Dexterz Remix)"                          | Carlos Carlos                | 2:52    |  |
| Duração total: | Duração total:                                                   | Duração total:               | 26:01   |  |

## Charts
| Chart (2014)  | Posição |
| ------------- | ------- |
| Brasil (ABPD) | 8       |

## Vendas e certificações
| País | Certificação | Vendas/distribuição |
| --- | ------------ | ------------------- |
| Brasil (ABPD) | Diamante     | 900.000*            |
| *vendas baseadas apenas na certificação ^distribuições baseadas apenas na certificação xdistribuições não-especificadas baseadas apenas na certificação |              |                     |

## Histórico de lançamentos
| País   | Data                  | Formato(s)          | Gravadora                              |
| ------ | --------------------- | ------------------- | -------------------------------------- |
| Brasil | 3 de Dezembro de 2013 | CD download digital | Sony Music Entertainment Amigo Records |